# Paraburenia insulana
Paraburenia insulana är en mångfotingart som beskrevs av Karl Wilhelm Verhoeff 1939. Paraburenia insulana ingår i släktet Paraburenia och familjen Siphonotidae. Inga underarter finns listade i Catalogue of Life.